# Docalidia fibra
Docalidia fibra är en insektsart som beskrevs av Nielson 1979. Docalidia fibra ingår i släktet Docalidia och familjen dvärgstritar. Inga underarter finns listade i Catalogue of Life.